# エセク
エセク（モンゴル語: Эсэхү、中国語: 賢義王太平、? - 1424年）は、15世紀前半に活躍したドルベン・オイラト（オイラト部族連合）の首長の一人。明朝の史書には賢義王太平と記される。

## エセクの事跡
モンゴル年代記の一つ、『シラ・トージ』にはエセクは「オイラトのケレヌート」のオゲチ・ハシハの息子として生まれ、チョロースのバトラ丞相を殺し、その妻のサムル公主を奪ったことが記されている。
一方、『蒙古源流』は「オゲチ・ハシハの息子のエセク」がダルバク・ハーンの死後に「エセク・ハーン」として即位したと記している。しかし、これは作者のサガン・セチェンが「サムル公主を娶ったこと」と「ハーンへの即位」を結びつけたために起こった誤りで、実際にダルバク・ハーンの死後に即位したのはオイラダイ・ハーンであった。
また、明朝の史料には15世紀前半に「賢義王太平」と呼ばれるオイラト部族連合の首長がいたことが記録されているが、「太平」をモンゴル語に訳すと「エセク Esekü」となるため、エセクと賢義王太平は同一人物と考えられている。

## 賢義王太平の事跡

### 史書への登場
1388年、イェスデル（ジョリクト・ハーン）を推戴して結成されたドルベン・オイラト（オイラト部族連合）は複数の遊牧部族の連合体であり、特にオゲチ・ハシハ率いるケレヌート（後のトルグート）とゴーハイ太尉率いるチョロース（後のジュンガル）が有力であった。オゲチ・ハシハは1399年にエルベク・ハーンを殺してクン・テムル・ハーンを擁立し、明朝に「オイラト（瓦剌）王」と称すなどオイラト内で最も有力になった。しかし1402年にはゴーハイ太尉の息子のバトラ丞相によってクン・テムル・ハーンとオゲチ・ハシハは殺されてしまい、オイラト内の対立は深刻なものとなった。
バトラ丞相（明朝からの呼称は馬哈木＝マフムード）とエセク（明朝からの呼称は太平＝タイピン）が始めて明朝の史料に表れるのは永楽帝が即位した直後のことで、永楽元年（1403年）に永楽帝はマフムード、タイピン、バト・ボラドという3人のオイラトの首長に使者を派遣している。マフムードはチョロースの支配者バトラ丞相、タイピンはケレヌートの支配者エセク、バト・ボラドはホイトの支配者にそれぞれ相当する。

### 永楽帝との協力体制
永楽5年（1407年）、モンゴル高原ではティムール朝に亡命していたクビライ家のオルジェイ・テムルが帰還したため、アルクタイらがオルク・テムル・ハーンを廃位してオルジェイ・テムルを擁立するという事件が起こった。この時モンゴル高原の混乱を見て取った永楽帝は再びマフムード、タイピン、バト・ボラドの3名に使者を派遣して明朝への帰順を呼びかけた。
永楽7年（1409年）、オルジェイ・テムルを擁立して勢力を拡大するモンゴル（韃靼）に対抗するため、永楽帝は丘福率いる遠征軍を派遣する一方、モンゴルと対立するオイラトの首長を冊封し、マフムードに順寧王位を、タイピンに賢義王位を、バト・ボラドに安楽王位を授け友好関係を築こうとした。丘福率いる遠征軍がオルジェイ・テムル率いるモンゴル軍によって大敗を喫すると、永楽帝は自ら軍を率いてのモンゴル親征を決断したため、タイピンらオイラトの首長も永楽帝の親征に協力し、後の恩賞を賜った。
永楽帝の攻撃を受けてオルジェイ・テムル率いるモンゴル軍は弱体化し、永楽10年（1412年）にオイラト軍はオルジェイ・テムルを殺し、大元ウルスの伝国璽（ハスボー・タムガ）を奪取することに成功した。マフムード、タイピンらは伝国璽を献上することで明朝からの更なる支援を要請したが、これをオイラトの驕りであると捉えた永楽帝は要求を拒否した。これ以後、ダルバク・ハーンを擁立したオイラトは勢力を拡大し、逆に明朝との関係は急速に悪化した。
永楽12年（1414年）、再び自ら軍を率いてモンゴル高原にやってきた永楽帝はダルバク・ハーン、マフムード、タイピン、バト・ボラドらの率いるオイラト軍をウラーン・ホシューンの戦いで粉砕し、マフムード、タイピンらは単身逃れざるを得なくなった。やむなくタイピン、マフムードらは永楽13年（1415年）、謝罪の意を伝える使者を明朝に派遣し、明朝との関係改善に努めた。

### タイピンの奪権
オイラト連合軍がウラーン・ホシューンで明軍に敗れて程なくして、それまでオイラト軍の指導的地位にあったマフムードもまた亡くなった。タイピンはダルバク・ハーンに代わってオイラダイ・ハーンを擁立することでオイラト部族連合を統轄する地位に立ち、オゲチ・ハシハ以来久方ぶりにケレヌート集団がオイラトの支配集団となった。対明朝強硬政策はマフムードが主導して行っていたが、タイピンは明朝との宥和政策に転じたため、明朝の人々はマフムードに比べタイピンらは与しやすいと考えていた。
永楽16年（1418年）、賢義王タイピン、安楽王バト・ボラド、トゴンが共同で明朝に使者を派遣し、この時トゴンは父の「順寧王」位を承襲することが認められた。永楽17年（1419年）には明朝から派遣された使者（太監の海童）が帰る際、タイピンは自らの息子のネレグに道中を護衛させたため、海童は無事に帰ることができた。これを聞いた永楽帝はタイピン・ネレグ父子を嘉し、特別に恩賞を与えた。
しかし明軍との戦いで弱体化したオイラト軍はアルクタイ率いるモンゴル軍との戦いでは劣勢に立たされ、同1419年にはタイピン率いるオイラト軍がアルクタイ率いるモンゴル軍に大敗を喫しているアルクタイの勢力拡大を警戒する永楽帝は永楽19年（1421年）にかけてタイピンらと使者をやり取りし、友好関係を保つよう努めた。
同1421年、タイピンはチャガタイ王家のメンリ・テムルが治めるハミル国へと侵攻した。しかし更に西方のモグーリスタン・ハン国のヴァイス・ハーンとも闘って決着がつかなかったため、タイピンはハミル侵攻を諦め謝罪の使者を派遣した。
永楽22年（1424年）初頭には再び賢義王タイピン、安楽王バト・ボラド、順寧王トゴンらが共同で明朝に使者を派遣したが、同年中にタイピンはトゴン奇襲を受けて殺され、タイピンが率いていた遊牧集団は潰散して一部は明朝の甘粛北方にまで逃れてきた。タイピンの地位は息子のネレグが継いだが、父のように勢力を復興させることができず、やがてオイラト部族連合内ではトゴン、エセン父子が絶対的な権力を確立していくこととなる。

## 子孫
前述したようにエセク（タイピン）の後を継いだのは息子のネレグ（モンゴル語: ᠨᠢᠯᠬ᠎ᠠ, ラテン文字転写: Nairaqu）であり、明朝は1419年からその存在を把握していた。洪熙元年（1425年）にはトゴン、エンケといった他のオイラトの首長とともに使者を派遣しており、宣徳元年（1426年）には父の王爵（賢義王位）を承襲することを明朝に認められている。
オイラト部族連合を構成する部族の一つ、トルグート部の王家にはkayiwangという名前の人物が記されているが、これは賢義王太平ken-i-ongが転訛したものと見られている。そのため、オゲチ・ハシハ-エセク（タイピン）-ネレグの三代こそがトルグート部王家の祖になったと考えられている。

## オイラト・ケレヌート首領の家系
- オゲチ・ハシハ/オイラト王モンケ・テムル（Ügeči qašqa／瓦剌王猛哥帖木児、oyirad ong Möngke temür）
  - エセク/賢義王タイピン（Esekü／賢義王太平、ken-i-ong Taipin）
    - 賢義王ネレグ（Nelegü／捏列骨、捏烈忽、乃剌忽）